# Живот или нещо подобно
″Живот или нещо подобно″ (на английски: Life or something like it) е американска романтична комедия на режисьора Стивън Херек, създадена през 2002 година.

## Сюжет
Внимание:  Текстът по-долу разкрива сюжета на произведението (или части от него)!
Лени Кериган (Анджелина Джоли) е щастлива, защото животът ѝ е перфектен, или поне тя смята така. Живее в страхотен апартамент и е репортерка за местен телевизионен канал в Сиатъл, освен това ѝ предстои повишение и е сгодена за много известен бейзболен играч.
Но след едно интервю с бездомния предсказател Джак животът ѝ претърпява неочакан обрат. Бездомникът ѝ предсказва само още една седмица живот. В началото Лени изпада в паника и отказва да приеме казаното ѝ от Джак, впускайки се в напразно търсене на доказателства за неистинността на пресказанията му. След известно време обаче се примирява със съдбата си. По-нататъшните събития във филма описват усилията на героинята да промени живота си, правейки всичко това, което в миналото винаги ѝ се е искало да направи, но не е успявала, и променяйки радикално приоритетите си. По тоя начин тя получава работата, за която дълго се е борила. Поне така изглежда за един момент, до мига, в който се сбъдва предсказанието, което обаче съвсем не означава физическа смърт. Това, което умира, е тази част от героинята, която ѝ е пречила да се наслаждава на живота и да открие истинския му смисъл.